# القدام
ال-قدام یک منطقهٔ مسکونی در یمن است که در استان صنعا واقع شده‌است.